# Найтцель, Зёнке
Зёнке На́йтцель (нем. Sönke Neitzel; род. 26 июня 1968, Гамбург, ФРГ) — немецкий историк, специалист по истории Второй мировой войны.

## Биография
Родился 26 июня 1968 года в Гамбурге.
В 1987 году окончил Школу имени Клауса фон Штауффенберга.
В 1987—1988 годы проходил военную службу.
Окончил Майнцский университет, где специализировался в средневековой и новейшей истории, журналистике и политологии в качестве дополнительных предметов.
В 1994 году под научным руководством Винфрида Баумгарта защитил диссертацию по теме «Боевые действия люфтваффе на Атлантике и Северном море в 1939—1945 годы» (нем. Der Einsatz der Luftwaffe über dem Atlantik und der Nordsee 1939–1945).
С октября 1994 года работал научным сотрудником исторического факультета Майнцского университета.
В 1996 году получил премию Вернера Хахльвега заняв третьем место по истории военно науки и военному делу.
18 декабря 1998 года защитил докторскую диссертацию по теме «Учение о мировой империи в конце XIX — начале XX века» (нем. Die Weltreichslehre im späten 19. und frühen 20. Jahrhundert).
С июля 1999 года — преподавал в качестве доцента.
В октябре — декабре 2001 года — приглашённый лектор на кафедре истории Университета Глазго.
В летний семестр 2002 года и в зимний семестр 2003/04 и 2004/05 являлся профессором, а 17 марта 2005 года стал экстраординарным профессором новейшей истории Майнцского университета.
В сентябре 2006 года женился на Гундуле Бавендамм — директоре Музея союзников и дочери историка Дирка Бавендамма.
В зимний семестр 2006/2007 года стал лектором Университета Карлсруэ.
С марта 2008 года стал членом учёного совета Майнцского университета.
Летом 2008 года был принят на должность преподавателя в Бернский университет, где в зимнем семестре этого же года стал заместителем заведующего кафедрой новейшей истории Стига Фёртстера.
В 2010 году стал старшим научным сотрудником Эссенского института культурологии Университетского союза Рура (объединяет Рурский университет, Университет Дуйсбурга-Эссена и Дортмундский технический университет) и профессором кафедры истории Западной Европы Саарского университета.
В 2011—2012 годы — профессор новейшей истории в Университете Глазго.
В 2012—2015 годы — профессор всемирной истории Лондонской школы экономики.
С 2015 года — профессор военной истории / истории культуры насилия Исторического института Потсдамского университета.
Редактор журнала German History in the 20th Century.
Член редакционного совета научного журнала War in History.
Является автором и редактором множества сборников научных статей по немецкой истории и военной истории XX века. Его исследования охватывают историю расцвета империализма и эпоху мировых войн. особое внимание заслуживает книга Abgehört: Deutsche Generäle in britischer Kriegsgefangenschaft 1942—1945 (рус. Прослушка: немецкие генералы в британском плену в 1942–1945), в которой Найтцель представил записи разговоров высокопоставленных немецких военных, которые содержались в плену в Трент парке; аудиозаписи прослушек показали что было на уме у немецких офицеров, которые среди прочего рассказывали про «убийства ради удовольствия» (нем. Spaß am Töten ).
Начиная с 1996 года Найтцель неоднократно выступал в качестве научного консультанта исторических документальных фильмов, главным образом для серии телеканал ZDF Гвидо Кноппа ZDF-History, для Государственного агентства гражданского образования Гессена и Государственной службы Баварии по политическому образованию. Среди них можно назвать «Штауфенберг — правдивая история» (2009), «Роммель» (2012), «Наши матери, наши отцы» (2013).
Заместитель председателя Рабочей группы по военной истории., член Немецкой комиссии по военной истории, Немецкого комитета по истории Второй мировой войны, Прусской исторической комиссии, Общества Ранке и Ассоциации немецких историков.
Член консультационных советов «Народного союза Германии по уходу за военными захоронениями», «Памяти народа», «Немецкое общество по морской и военно-морской истории» и премии Вернера Хахльвега.

## Научная деятельность
В совместной с социологом и социальным психологом Харальдом Вельцером Найтцель представил исследование «Солдаты Вермахта. Подлинные свидетельства боёв, страданий и смерти» (нем. Soldaten. Protokolle vom Kämpfen, Töten und Sterben) основанное на анализе протоколов прослушиваний немецких военнопленных в специальных центрах Великобритании и США, которые хранятся в Национальных архивах Великобритании и США. Исследование получилось междисциплинарным, поскольку Найцелю потребовался коллега, специализирующийся на методах истории ментальности и истории повседневности. Исследование проводилось три года. За это время были собраны все необходимые источники и проведён их анализ на стыке истории и психологии. Кроме того исследовательская группа из 8 участников опубликовала сборник статей, посвященный анализу протоколов. В общей сложности было изучено более 100 тысяч листов протоколов прослушиваний около 15 тысяч немецких военнопленных, в большинстве своём попавших в плен в Африке, Италии и Западной Европе. Анализ исторических документов проводился по тематическим блокам, впоследствии ставшим подразделами книги: сбивание (самолётами), власть ради власти, приключения, эстетика разрушения, наслаждение, охота, затопления (вражеских судов), убийство с точки зрения оккупанта, преступления в отношении военнопленных, представление об уничтожении, участие в расстрелах, слухи, чувства, секс, техника, вера в победу, вера в фюрера, идеология, военные ценности. Кроме того, в отдельных подразделах книги проведён сравнительный анализ основного массива документов с протоколами прослушивания итальянских и японских военнопленных, а также служащих Ваффен СС.

Кандидат исторических наук, старший научный сотрудник Института истории Украины НАН Украины М. Г. Дубик отмечает, что книга «не оставляет сомнений относительно непосредственного участия вермахта в преступлениях». Кроме того она пишет:
Итогом книги стали размышления о представлениях о войне в целом и особенностях действий в войне вермахта как армии национал-социализма. Авторы пришли к выводу, что преступление было нормой для солдат вермахта, из перспективы солдата его преступные действия не были преступлениями, в отличие от аналогичных действий врага. Повседневность преступления вызвала неприятие его как чего-то неординарного, наоборот, рутина преступных практик привела к тому, что военнослужащие получали удовольствие от них, как от хорошего выполнения своей «работы». Если война сама по себе имеет такую особенность, за короткий срок превращать нормальных людей в убийц, то Вторая мировая война все же имела отличия в этом от других. Хотя в других войнах также были распространены убийства военнопленных и другие преступления, расово мотивированное уничтожение миллионов военнопленных от голода выпадает из представлений о «нормальной войне» и вместе с убийствами евреев характеризует эти преступления, в понимании авторов, как типично национал-социалистическую политику уничтожения. Впечатляющим стал также резонанс, вызванный книгой среди историков. Все рецензии были одобрительными, в особенности, относительно критического отношения авторов к источнику, междисциплинарного анализа, осмысления авторами понятия нормы в войне. Существенные критические замечания касались только ограниченного круга различий политики уничтожения национал-социализма по сравнению с другими войнами и необходимости большего обоснования некоторых обобщений.

## Научные труды

### Монографии
- Die deutschen Ubootbunker und Bunkerwerften. Bau, Verwendung und Bedeutung verbunkerter Ubootstützpunkte in beiden Weltkriegen. Bernard & Graefe, Koblenz 1991, ISBN 3-7637-5823-2.
- Der Einsatz der deutschen Luftwaffe über dem Atlantik und der Nordsee 1939—1945. Mit einem Geleitwort von Jürgen Rohwer. Bernard & Graefe, Bonn 1995, ISBN 3-7637-5938-7. (= zugl. Dissertation, Universität Mainz, 1995)
- Weltmacht oder Untergang. die Weltreichslehre im Zeitalter des Imperialismus. Mit einem Geleitwort von Winfried Baumgart[нем.]. Schöningh, Paderborn u.a. 2000, ISBN 3-506-76102-1. (= zugl. Habilitationsschrift, Universität Mainz, 1999)
- Kriegsausbruch. Deutschlands Weg in die Katastrophe 1900—1914. Pendo Verlag, München u.a. 2002, ISBN 3-85842-550-8.
- Blut und Eisen. Deutschland und der Erste Weltkrieg. Pendo Verlag, Zürich 2003, ISBN 3-85842-448-X.
- Abgehört. Deutsche Generäle in britischer Kriegsgefangenschaft 1942—1945. Propyläen, Berlin 2005, ISBN 978-3-549-07261-5.
- Weltkrieg und Revolution, 1914—1918/19 (= Deutsche Geschichte im 20. Jahrhundert. Band 3). be.bra verlag, Berlin 2008, ISBN 978-3-89809-403-0.
- Mit Harald Welzer: Soldaten. Protokolle vom Kämpfen, Töten und Sterben. S. Fischer, Frankfurt am Main 2011, ISBN 978-3-10-089434-2.

### Научная редакция
- 1900. Zukunftsvisionen der Großmächte. Schöningh, Paderborn u.a. 2002, ISBN 3-506-76103-X.
- Mit Daniel Hohrath[нем.]: Kriegsgreuel. Die Entgrenzung der Gewalt in kriegerischen Konflikten vom Mittelalter bis ins 20. Jahrhundert (= Krieg in der Geschichte[нем.]. Band 40). In Verbindung mit dem Arbeitskreis Militärgeschichte[нем.]. Schöningh, Paderborn 2008, ISBN 978-3-506-76375-4.
- Preußen und Europa (= Schriftenreihe des Preußeninstituts. Heft 10). Preußeninstitut, Remscheid 2001, ISBN 3-933421-03-9.
- Mit Wolfgang Elz[нем.]: Internationale Beziehungen im 19. und 20. Jahrhundert. Festschrift für Winfried Baumgart zum 65. Geburtstag. Schöningh, Paderborn u.a. 2003, ISBN 3-506-70140-1.
- Mit Bernd Heidenreich[нем.]: Medien im Nationalsozialismus. Schöningh, Paderborn 2010, ISBN 978-3-506-76710-3.
- Mit Bernd Heidenreich: Das Deutsche Kaiserreich 1890—1914. Schöningh, Paderborn u.a. 2011, ISBN 978-3-506-77168-1.
- Mit Harald Welzer, Christian Gudehus[нем.]: «Der Führer war wieder viel zu human, viel zu gefühlvoll». Der Zweite Weltkrieg aus der Sicht deutscher und italienischer Soldaten. S. Fischer, Frankfurt 2011, ISBN 978-3-596-18872-7.

### Издания на русском языке
- Найтцель З., Вельцер Х. Солдаты Вермахта. Подлинные свидетельства боёв, страданий и смерти = Soldaten. Protokolle vom Kämpfen, Töten und Sterben / Пер. с нем. С. Липатов. — М.: Эксмо, 2013. — 368 с. — 3000 экз. — ISBN 978-5-699-64753-8.